# Холланд, Джон Филип
Джон Филип Холланд (англ. John Philip Holland; 29 февраля 1840 — 12 августа 1914) — американский инженер, изобретатель. Во время его жизни фамилия в русском языке передавалась как Голланд. Считается изобретателем современной конструкции подводной лодки.

## Биография
Родился в Лисканноре (графство Клэр, Ирландия), в семье Джона Голланда и ирландки Мэйре Ни Сканнлайн (ирл. Máire Ní Scannláin), английский язык он освоил только после того, как поступил в местную англоязычную Национальную школу. В 1858 году вступил в орден Ирландских христианских братьев, в деревне Эннистимон. Затем переехал в Лимерик, где начал работать учителем. В дальнейшем он преподавал во множестве мест, в том числе в Северном монастыре в графстве Корк.

### Начало

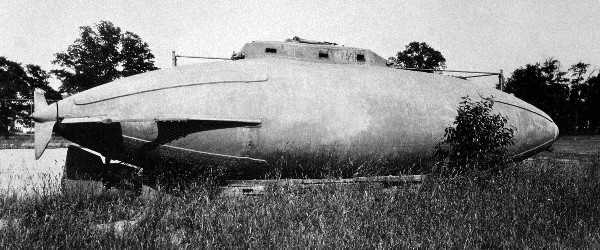
Фенийский таран, 1881 год

В 1873 году эмигрировал в США, где сперва устроился в инженерную компанию, однако спустя небольшое время продолжил работать учителем, на этот раз в католической школе в Патерсоне, Нью-Джерси. В 1875 году он построил свою первую маленькую подводную лодку, управляемую одним человеком с помощью ножного привода. Проект был предложен американскому флоту, но был признан неосуществимым, и изобретатель получил отказ.
В 1877 и 1879 годах им были построены новые лодки с бензиновым двигателем. В 1883 году учредил компанию Holland torpedo-boat company.

### Признание военных

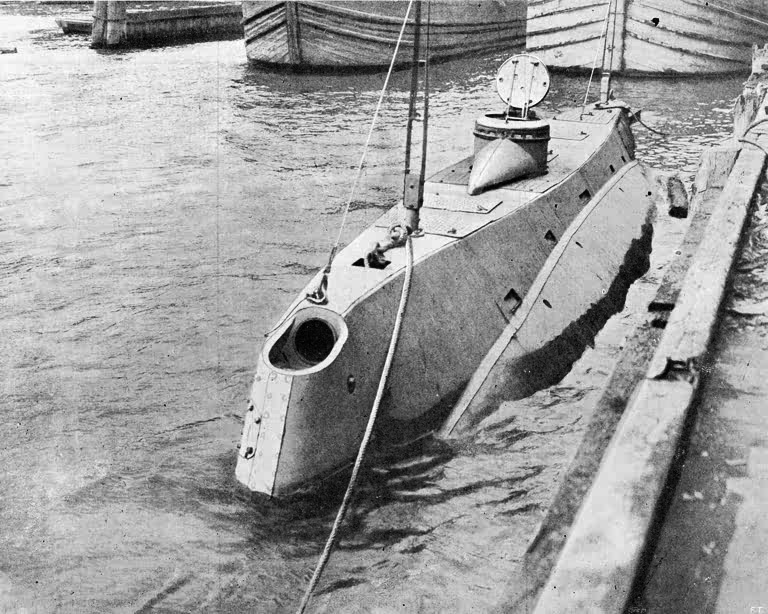
USS Holland (SS-1), 1898 год

В течение многих лет Голланд продолжал работать над проектами подводных лодок, постепенно улучшая их. Наконец построенная им в 1897 году лодка после длительных проверок была куплена флотом США и в 1900 году вступила в строй под названием USS Holland (SS-1), став первой подводной лодкой американского флота. Лодка имела водоизмещение 100 тонн, 1 винт, бензиновый двигатель Отто-Дейц на 160 лошадиных сил для надводного хода и электромотор в 70 л.с. для подводного хода, была вооружена одним торпедным аппаратом с тремя торпедами. Скорость надводного хода составляла 9 узлов, подводного — 7 узлов. Дальность плавания над водой — 200 миль, под водой — 30 миль. Запас воздуха позволял экипажу провести под водой 12 часов.

### Развитие
Кроме американского флота, лодки Голланда были приобретены флотами России, Англии, Японии, Нидерландов и Австро-Венгрии.

### Расцвет
В последующие годы Голланд построил несколько более совершенных типов лодок, водоизмещением в 280, 400 и 500 тонн.
Умер в 1914 году.

## Патенты Голланда
- U.S. Patent 239 046 Screw Propeller
- U.S. Patent 337 000 Hydrocarbon Engine
- U.S. Patent 472 670 Submergible
- U.S. Patent 491 051 Submarine Gun
- U.S. Patent 492 960 Steering Apparatus
- U.S. Patent 522 177 Submarine Boat
- U.S. Patent 537 113 Submerigible Boat
- U.S. Patent 681 221 Submarine Boat
- U.S. Patent 681 222 Submarine Boat
- U.S. Patent 683 400 Submarine Boat
- U.S. Patent 684 429 Visual Indicator
- U.S. Patent 693 272 Auto Dive Mechanism
- U.S. Patent 694 153 Auto Ballast
- U.S. Patent 694 154 Submarine Boat
- U.S. Patent 694 643 Submarine Boat
- U.S. Patent 696 971 Firing Valve
- U.S. Patent 696 972 Submarine Boat
- U.S. Patent 702 728 Submarine Boat
- U.S. Patent 702 729 Submarine Boat
- U.S. Patent 706 561 Submarine Boat
- U.S. Patent 708 552 Submarine Gun
- U.S. Patent 708 553 Submarine Boat
- U.S. Patent 815 350 Submarine Boat